# The Iroquois Trail
The Iroquois Trail is een Amerikaanse western uit 1950 onder regie van Phil Karlson. Het scenario is gebaseerd op de roman De laatste der Mohikanen (1826) van de Amerikaanse auteur James Fenimore Cooper. Destijds werd de film in Nederland uitgebracht onder de titel Het verraad van Ogana.

## Verhaal
De Amerikaanse soldaat Hawkeye helpt de Britten tijdens de Franse en Indiaanse Oorlog. Hij wordt bijgestaan door zijn indiaanse bloedbroeder Sagamore. Hij slaagt erin een poging tot verraad van de indiaan Ogane te verijdelen, maar zijn overste gaat daardoor twijfelen aan zijn loyaliteit.

## Rolverdeling
| Acteur            | Personage                |
| ----------------- | ------------------------ |
| George Montgomery | Nat Cutler / Hawkeye     |
| Brenda Marshall   | Marion Thorne            |
| Glenn Langan      | Kapitein Jonathan West   |
| Paul Cavanagh     | Kolonel Eric Thorne      |
| Monte Blue        | Sagamore                 |
| Sheldon Leonard   | Ogane                    |
| Reginald Denny    | Kapitein Edward Brownell |
| Dan O'Herlihy     | Luitenant Blakely        |
| John Doucette     | Sam Girty                |
| Holmes Herbert    | Generaal Johnson         |
| Don Garner        | Sergeant Tom Cutler      |
| Marcel Gourmet    | Generaal Montcalm        |
| Arthur Little jr. | Adjudant Dickson         |
| Esther Somers     | Ma Cutler                |